# Martina Brustia
Martina Brustia (Novara, 4 luglio 1998) è una calciatrice italiana, centrocampista del Sassuolo.

## Biografia
È figlia dell'ex calciatore Antonio Brustia, suo allenatore all'Inter Milano nelle stagioni 2014-2015 e 2015-2016 e vice-allenatore all'Inter nella stagione 2018-2019.

## Caratteristiche tecniche
Dotata di fisicità, è abile nella corsa e nei contrasti.

## Carriera

### Club
Nata nel 1998 a Novara, ha esordito con l'Inter Milano a 16 anni, nel pareggio per 1-1 sul campo del Valpolicella del 5 ottobre 2014, 1ª giornata di Serie B, schierata dal 46' in poi dal padre Antonio, diventato allenatore delle nerazzurre dopo la retrocessione dalla Serie A della stagione precedente.
Ha segnato la sua prima rete in carriera il 14 dicembre, all'11ª di campionato, realizzando il definitivo 6-0 al 69' nel successo interno contro il Pro Lissone.
In 4 stagioni con la squadra denominata Inter Milano ha collezionato 78 presenze e 4 reti, arrivando due volte 3ª, nel girone B nella stagione 2014-2015 e nel girone A nel 2016, e due volte 2ª, nel girone C nel 2017, 2 punti dietro al Valpolicella, e nel girone B nel 2018, 3 punti dietro all'Orobica.
Il 23 ottobre 2018 l'Inter ha acquisito il titolo sportivo dell'Inter Milano, e di conseguenza le prestazioni sportive delle calciatrici della prima squadra, tra le quali Brustia, che è stata schierata titolare nella prima di sempre dell'F.C. Internazionale Milano femminile, il 28 ottobre in casa a Sedriano contro il Cittadella, 3º turno di Serie B (i primi 2 erano stati disputati con la vecchia denominazione), gara vinta per 2-0.
Ha realizzato il suo primo gol con l'Inter il 13 gennaio 2019, segnando il 2-0 al 13' nel 6-0 casalingo contro la Fortitudo Mozzecane dell'11ª di campionato.
Alla prima stagione con la nuova società ha vinto la Serie B con 21 vittorie, 1 solo pareggio (alla 20ª sul campo della Lazio) e nessuna sconfitta, ottenendo la promozione in Serie A. Brustia ha debuttato in massima serie il 14 settembre 2019, alla 1ª di campionato, titolare nel 2-2 interno con il Verona.
A fine gennaio 2023, dopo quattro stagioni e mezza passate all'Inter, si è trasferita al Sassuolo, continuando a giocare in Serie A. Nel giugno del 2025, rinnova il proprio contratto con il club neroverde fino al 30 giugno 2026.

### Nazionale
Dal 2014 al 2015 ha giocato 4 gare ufficiali con l'under 17 italiana, nelle qualificazioni all'Europeo di Islanda 2015, le 3 vittorie nella prima fase a settembre 2014 contro Fær Øer, Grecia e Norvegia e l'unica vittoria nella fase élite, ad aprile 2015, contro la Bielorussia.
A ottobre 2016 ha disputato una partita con l'under 19, una vittoria per 4-0 sulla Macedonia nella prima fase delle qualificazioni all'Europeo di Irlanda del Nord 2017.
A fine 2017 è entrata nella nazionale under 23, nata da poco.
A inizio 2018 è stata convocata in nazionale maggiore dalla ct Milena Bertolini per un'amichevole contro la Francia.

## Statistiche

### Presenze e reti nei club
Statistiche aggiornate all'11 maggio 2025.
| Stagione            | Squadra             | Campionato          | Campionato | Campionato | Coppe nazionali | Coppe nazionali | Coppe nazionali | Coppe continentali | Coppe continentali | Coppe continentali | Altre coppe | Altre coppe | Altre coppe | Totale | Totale |
| Stagione            | Squadra             | Comp                | Pres       | Reti       | Comp            | Pres            | Reti            | Comp               | Pres               | Reti               | Comp        | Pres        | Reti        | Pres   | Reti   |
| ------------------- | ------------------- | ------------------- | ---------- | ---------- | --------------- | --------------- | --------------- | ------------------ | ------------------ | ------------------ | ----------- | ----------- | ----------- | ------ | ------ |
| 2014-2015           | Inter Milano        | B                   | 18         | 1          | CI              | ?               | ?               | -                  | -                  | -                  | -           | -           | -           | 18     | 1      |
| 2015-2016           | Inter Milano        | B                   | 20         | 1          | CI              | ?               | ?               | -                  | -                  | -                  | -           | -           | -           | 20     | 1      |
| 2016-2017           | Inter Milano        | B                   | 24         | 1          | CI              | ?               | ?               | -                  | -                  | -                  | -           | -           | -           | 24     | 1      |
| 2017-2018           | Inter Milano        | B                   | 16         | 1          | CI              | ?               | ?               | -                  | -                  | -                  | -           | -           | -           | 16     | 1      |
| Totale Inter Milano | Totale Inter Milano | Totale Inter Milano | 78         | 4          | -               | ?               | ?               | -                  | -                  | -                  | -           | -           | -           | 78     | 4      |
| 2018-2019           | Inter               | B                   | 17         | 2          | CI              | 1+              | 0               | -                  | -                  | -                  | -           | -           | -           | 18+    | 2      |
| 2019-2020           | Inter               | A                   | 15         | 0          | CI              | 0               | 0               | -                  | -                  | -                  | -           | -           | -           | 15     | 0      |
| 2020-2021           | Inter               | A                   | 13         | 0          | CI              | 3               | 0               | -                  | -                  | -                  | -           | -           | -           | 16     | 0      |
| 2021-2022           | Inter               | A                   | 12         | 1          | CI              | 3               | 2               | -                  | -                  | -                  | -           | -           | -           | 15     | 3      |
| 2022-gen. 2023      | Inter               | A                   | 4          | 0          | CI              | 2               | 1               | -                  | -                  | -                  | -           | -           | -           | 6      | 1      |
| Totale Inter        | Totale Inter        | Totale Inter        | 61         | 3          | -               | 9+              | 3               | -                  | -                  | -                  | -           | -           | -           | 70+    | 6      |
| gen.-giu. 2023      | Sassuolo            | A                   | 6          | 0          | CI              | -               | -               | -                  | -                  | -                  | -           | -           | -           | 6      | 0      |
| lug.-dic. 2023      | Sassuolo            | A                   | 1          | 0          | CI              | 1               | 0               | -                  | -                  | -                  | -           | -           | -           | 2      | 0      |
| gen.-giu. 2024      | Sampdoria           | A                   | 7          | 0          | CI              | 2               | 0               | -                  | -                  | -                  | -           | -           | -           | 9      | 0      |
| 2024-2025           | Sassuolo            | A                   | 23         | 0          | CI              | 3               | 0               |                    | -                  | -                  |             | -           | -           | 26     | 0      |
| 2025-2026           | Sassuolo            | A                   | -          | -          | CI              | -               | -               | -                  | -                  | -                  | AWC         | -           | -           | -      | -      |
| Totale Sassuolo     | Totale Sassuolo     | Totale Sassuolo     | 30         | 0          | -               | 4               | 0               | -                  | -                  | -                  | -           | -           | -           | 34     | 0      |
| Totale carriera     | Totale carriera     | Totale carriera     | 176        | 7          | -               | 15+             | 3               | -                  | -                  | -                  | -           | -           | -           | 191+   | 10     |

## Palmarès

### Club
- Campionato italiano di Serie B: 1

Inter: 2018-2019